# James Guthrie (politiker)
James Guthrie, född 5 december 1792 i Nelson County, Kentucky, död 3 mars 1869 i Louisville, Kentucky, var en amerikansk demokratisk politiker och affärsman.
Guthrie studerade juridik och arbetade som advokat. Han invaldes 1827 i Kentucky General Assembly, delstatens lagstiftande församling. Han var ledamot av underhuset 1827-1829 och av delstatens senat 1831-1840.
Han var ordförande för delstaten Kentuckys konstitutionskonvent 1849. Han hoppades att kunna flytta delstatsrepresentationens hus State Capitol till Louisville till den ofärdiga domstolsbyggnaden som han hade planerat 1835.
Han var en ledande politiker och affärsman i Louisville, bland annat verkställande direktör för Louisville and Nashville Railroad och Louisville and Portland Canal Company. Han var också rektor för University of Louisville.
Guthrie tjänstgjorde som USA:s finansminister under president Franklin Pierce 1853-1857. Han deltog i 1861 års fredskongress i Washington, D.C., som misslyckades i sitt syfte att hindra amerikanska inbördeskriget från att bryta ut.
Han var ledamot av USA:s senat 1865-1868. Han avgick från senaten på grund av dålig hälsa och avled året därpå i Louisville. Hans grav finns på stadens Cave Hill Cemetery. Guthrie Street i centrala Louisville fick sitt namn efter honom.